# Postępowa Partia Liberalna
Postępowa Partia Liberalna (Progressive Liberal Party, PLP) – bahamska partia polityczna, jedno z dwóch głównych ugrupowań działających w tym kraju i reprezentowanych w jego parlamencie. Jej zabarwienie ideologiczne określane jest mianem populistycznego liberalizmu.
PLP powstała w 1953, na 20 lat przed uzyskaniem przez Bahamy niepodległości od Wielkiej Brytanii. Po zwycięstwie w wyborach do autonomicznego parlamentu ówczesnej kolonii w 1967 na 25 lat stała się dominującą siłą w bahamskiej polityce. Jej liderem był w tym okresie premier Lynden Pindling. Przeszła do opozycji dopiero w 1992, oddając władzę swej głównej konkurencji – Wolnemu Ruchowi Narodowemu. W 2002 powróciła do steru rządów, zaś urząd szefa rządu objął Perry Christie. W wyborach z kwietnia 2007 PLP nie zdołała jednak wywalczyć reelekcji i ponownie znalazła się w opozycji. W wyborach w maju 2012 odniosła zwycięstwo i Christie ponownie objął urząd premiera. Jednakże w wyborach w maju 2017 uzyskała tylko 5 mandatów w parlamencie i znalazła się w opozycji. W wyborach w 2021 roku pod wodzą Philipa Davisa partia znowu zwyciężyła, a jej lider objął funkcję premiera.